# Danny Granger
Danny Granger jr. (New Orleans, 20 aprile 1983) è un ex cestista statunitense, professionista nella NBA.

## Carriera

### Università
Granger giocò per due anni all'University of New Mexico e per altri due alla Bradley University dove si è laureato in ingegneria civile. In precedenza aveva frequentato la Grace King High School in Louisiana.
Nella stagione 2004-05, Granger ha guidato i New Mexico Lobos a un record 26-7, nel campionato Mountain West Conference (MWC), e tornò a giocare nella NCAA per la prima volta in sei anni. Venne poi nominato come membro della prima squadra dell'MWC, e gli venne riconosciuta una menzione d'onore negli "AP All-American".

### NBA

#### Indiana Pacers
Danny è stato selezionato con la 17ª scelta al Draft NBA 2005 dagli Indiana Pacers. I Pacers hanno partecipato regolarmente agli ultimi play-off, e lo staff include il vecchio giocatore dei Lobo, Mel Daniels e Larry Bird, che venne allenato all'università dal padre dei New Mexico Lobo Basketball, Bob King.
Nella sua prima stagione in NBA, Danny ha giocato 78 delle 82 partite di regular season, ha fatto registrare 7,7 punti 4,9 rimbalzi per partita ed è stato inserito nell'All-NBA Rookie Second Team. Granger ha totalizzato 8,2 punti e 5,2 rimbalzi per partita in 6 incontri di play-off.
Con la partenza di Predrag Stojaković e l'arrivo di Al Harrington durante l'off-season, Granger diventa l'ala piccola di partenza per la stagione 2006-07. Dopo 15 partite, Danny diventa la prima riserva.
Fin dal 17 gennaio 2007, dopo l'ottavo scambio con Golden State, Granger giocò come ala piccola, principalmente per la partenza di Harrington. Senza la seconda e terza soluzione per la realizzazioni (Harrington e Stephen Jackson, rispettivamente), ebbe molte più possibilità per segnare ed ottenne una media realizzativa di 13.9 punti per gara nel 2006-07.
Nella stagione 2007-08, Granger condusse per la prima volta le realizzazioni dei Pacers, con 19 punti per partita, cominciando titolare tutte le 80 partite che ha giocato.
Nella stagione 2008-09, Danny Granger vince il premio NBA Most Improved Player Award, giocando 67 partite, con una media di 36.2 minuti per partita, e collezionando una media di 25,8 punti a gara.
Il 20 febbraio 2014 viene ceduto ai Philadelphia 76ers in cambio di Evan Turner e Lavoy Allen. Il 26 febbraio si accorda per una buonuscita e rescinde il suo contratto con i Sixers, rimanendo free agent.

#### Los Angeles Clippers, Miami Heat e Phoenix Suns
Il 28 febbraio 2014 firma fino a fine stagione con i Los Angeles Clippers.
Il 7 luglio 2014 firma un contratto biennale a 4,2 milioni di dollari con i Miami Heat.
Il 19 febbraio 2015 viene ceduto insieme a due prime scelte a draft futuri ai Phoenix Suns in cambio di Goran Dragić.

### Nazionale
Danny Granger è stato selezionato per giocare con la nazionale USA il campionato mondiale maschile di pallacanestro svoltosi in Turchia nel 2010, laureandosi campione del mondo anche se il suo spazio in squadra è stato veramente ridotto.

## Statistiche

### College
| Anno      | Squadra          | PG | PT | MP   | TC%  | 3P%  | TL%  | RP  | AP  | PRP | SP  | PP   |
| --------- | ---------------- | -- | -- | ---- | ---- | ---- | ---- | --- | --- | --- | --- | ---- |
| 2001-2002 | Bradley Braves   | 29 | 17 | 24,6 | 44,6 | 17,6 | 79,0 | 7,1 | 0,7 | 1,3 | 2,4 | 11,1 |
| 2002-2003 | Bradley Braves   | 14 | 13 | 27,1 | 51,8 | 30,0 | 68,4 | 7,9 | 1,1 | 1,4 | 1,4 | 19,2 |
| 2003-2004 | New Mexico Lobos | 22 | 22 | 32,0 | 49,1 | 33,3 | 76,0 | 9,0 | 2,1 | 1,3 | 1,4 | 19,5 |
| 2004-2005 | New Mexico Lobos | 30 | 30 | 30,0 | 52,4 | 43,3 | 75,5 | 8,9 | 2,4 | 2,1 | 2,0 | 18,8 |
| Carriera  | Carriera         | 95 | 82 | 28,4 | 49,6 | 36,6 | 75,3 | 8,2 | 1,6 | 1,6 | 1,9 | 16,7 |

### NBA

#### Regular Season
| Anno      | Squadra        | PG  | PT  | MP   | TC%  | 3P%  | TL%  | RP  | AP  | PRP | SP  | PP   |
| --------- | -------------- | --- | --- | ---- | ---- | ---- | ---- | --- | --- | --- | --- | ---- |
| 2005-2006 | Indiana Pacers | 78  | 17  | 22,6 | 46,2 | 32,3 | 77,7 | 4,9 | 1,2 | 0,7 | 0,8 | 7,5  |
| 2006-2007 | Indiana Pacers | 82  | 57  | 34,0 | 45,9 | 38,2 | 80,3 | 4,6 | 1,4 | 0,8 | 0,7 | 13,9 |
| 2007-2008 | Indiana Pacers | 80  | 80  | 36,0 | 44,6 | 40,4 | 85,2 | 6,1 | 2,1 | 1,2 | 1,1 | 19,6 |
| 2008-2009 | Indiana Pacers | 67  | 66  | 36,2 | 44,7 | 40,4 | 87,8 | 5,1 | 2,7 | 1,0 | 1,4 | 25,8 |
| 2009-2010 | Indiana Pacers | 62  | 62  | 36,7 | 42,8 | 36,1 | 84,8 | 5,5 | 2,8 | 1,5 | 0,8 | 24,1 |
| 2010-2011 | Indiana Pacers | 79  | 79  | 35,0 | 42,5 | 38,6 | 84,8 | 5,4 | 2,6 | 1,1 | 0,8 | 20,5 |
| 2011-2012 | Indiana Pacers | 62  | 62  | 33,3 | 41,6 | 38,1 | 87,3 | 5,0 | 1,8 | 1,0 | 0,6 | 18,7 |
| 2012-2013 | Indiana Pacers | 5   | 0   | 14,8 | 28,6 | 20,0 | 62,5 | 1,8 | 0,6 | 0,4 | 0,2 | 5,4  |
| 2013-2014 | Indiana Pacers | 29  | 2   | 22,5 | 35,9 | 33,0 | 96,2 | 3,6 | 1,1 | 0,3 | 0,4 | 8,3  |
| 2013-2014 | L.A. Clippers  | 12  | 0   | 16,2 | 42,9 | 35,3 | 85,7 | 2,3 | 0,7 | 0,3 | 0,3 | 8,0  |
| 2014-2015 | Miami Heat     | 30  | 6   | 20,4 | 40,1 | 35,7 | 75,7 | 2,7 | 0,6 | 0,4 | 0,2 | 6,3  |
| Carriera  | Carriera       | 586 | 431 | 31,5 | 43,4 | 38,0 | 84,8 | 4,9 | 1,9 | 1,0 | 0,8 | 16,8 |

#### Playoffs
| Anno     | Squadra        | PG | PT | MP   | TC%  | 3P%  | TL%  | RP  | AP  | PRP | SP  | PP   |
| -------- | -------------- | -- | -- | ---- | ---- | ---- | ---- | --- | --- | --- | --- | ---- |
| 2006     | Indiana Pacers | 6  | 3  | 27,0 | 52,9 | 56,3 | 100  | 5,2 | 1,7 | 0,7 | 1,2 | 8,2  |
| 2011     | Indiana Pacers | 5  | 5  | 36,6 | 47,8 | 34,8 | 87,5 | 5,6 | 3,2 | 1,2 | 0,2 | 21,6 |
| 2012     | Indiana Pacers | 11 | 11 | 38,2 | 39,7 | 35,6 | 82,1 | 5,6 | 2,5 | 0,5 | 0,4 | 17,0 |
| 2014     | L.A. Clippers  | 13 | 0  | 10,3 | 27,5 | 22,7 | 77,8 | 1,5 | 0,2 | 0,5 | 0,1 | 2,6  |
| Carriera | Carriera       | 35 | 19 | 25,7 | 41,7 | 35,8 | 84,2 | 4,0 | 1,6 | 0,6 | 0,4 | 10,8 |

## Famiglia
Danny ha un fratello minore, Scotty Granger, che è apparso nel reality TV americano chiamato, "The One: Making a Music Star" trasmesso dalla ABC nell'estate del 2006. Scotty ora canta le voci corali per Jordin Sparks, vincitrice di American Idol nel 2007, ed è attualmente in tournée.
Il cugino di Danny, DeMarcus Granger gioca come defensive tackle per gli Oklahoma Sooners. Granger è anche il pronipote della "Regina del Gospel", Mahalia Jackson.

## Palmarès
- NBA All-Rookie Second Team (2006)
- NBA All-Star (2009)
- NBA Most Improved Player Award (2009)